# Хартнид III фон Петау
Хартнид III фон Петау (на немски: Hartnid III von Pettau, Herr zu Friedau; † ок. 1316) от род Петау в Щирия, е господар на Фридау (Ормож в Словения).

## Произход
Той е син на Фридрих V фон Петау-Фридау († 1288) и съпругата му София фон Занег († сл. 1264), дъщеря на Конрад фон Занег-Лангенбурх († 1255) и София фон Пфанберг-Пегау. Внук е на Хартнид I фон Петау († 1251) и Матилда фон Холенбург († 1265). Баща му се жени втори път пр. 1283 г. за Агнес фон Пфанберг († сл. 1283). Брат е на Фридрих VI фон Петау, бургграф на Щайн в Лавантал († 1299/1301).

## Фамилия
Първи брак: с Кунигунда фон Лихтенщайн-Мурау († 12 юли 1299), дъщеря на Ото III фон Лихтенщайн-Мурау († 1311) и първата му съпруга Агнес фон Вилдон († пр. 1260). Те имат децата:
- Хердеген I фон Петау († сл. 1352), маршал на Щирия (1350 – 1351), женен на 20 август 1319 г. за Клара фон Горица, дъщеря на граф Алберт II фон Горица († 1325) и Елизабет фон Хесен (1284 – 1308), дъщеря на ландграф Хайнрих I фон Хесен
- Димут фон Петау († сл. 1309), омъжена ок. 1309 г. за Конрад фон Ауфенхтайн
- Хербург фон Петау († сл. 1343), омъжена за Алберо VI фон Куенринг-Зефелд († 24 юни 1342/февруари 1343)

Втори брак: пр. 1239 г. с Хедвиг фон Тауферс († сл. 1298), вдовица на фон Лешан, дъщеря на Улрих II фон Тауферс († 1293) и графиня Евфемия фон Хойнбург († 1316). Бракът е бездетен.